# Xanthophenax infumatus
Xanthophenax infumatus là một loài tò vò trong họ Ichneumonidae.